# Адам Сміт (футболіст)
Адам Джеймс Сміт (англ. Adam James Smith, нар. 29 квітня 1991, Лондон) — англійський футболіст, захисник клубу «Борнмут».

## Клубна кар'єра
Народився 29 квітня 1991 року в місті Лондон. Вихованець футбольної школи клубу «Тоттенгем Готспур». З 2009 року для отримання ігрової практики грав на правах оренди за нижчолігові клуби «Вікомб Вондерерз», «Торкі Юнайтед», «Борнмут», «Мілтон-Кінс Донс» та «Лідс Юнайтед».
27 лютого 2012 року «Тоттенгем» відкликав Сміта з оренди у зв'язку з травмою Кайла Вокера. 13 травня 2012 року Адам дебютував за рідну команду у Прем'єр-лізі в матчі проти «Фулгема» (2:0), вийшовши на заміну на 76-й хвилині замість Юнеса Кабула. Згодом він зіграв за клуб ще один матч у Кубку ліги, після чого знову здавався в оренду до клубів «Міллволл» та «Дербі Каунті».
28 січня 2014 року Сміт знову приєднався до «Борнмута», цього разу на постійній основі, підписавши угоду на три з половиною роки. 2015 року він допоміг команді вийти до Прем'єр-ліги і 19 грудня того ж року забив свій перший гол у вищому дивізіоні у грі проти «Вест-Бромвіч Альбіон» (2:1), в якій він також був визнаний «гравцем матчу». 25 липня 2017 року підписав новий чотирирічний контракт із «Борнмутом». Станом на 13 листопада 2022 року відіграв за клуб з Борнмута 253 матчі в національному чемпіонаті.

## Виступи за збірні
2006 року дебютував у складі юнацької збірної Англії (U-16), загалом на юнацькому рівні взяв участь у 12 іграх.
Протягом 2011—2013 років залучався до складу молодіжної збірної Англії, з якою був учасником молодіжного чемпіонату Європи 2013 року, де зіграв у одному матчі, а англійці не заробили жодного очка і не вийшли з групи. Всього на молодіжному рівні зіграв у 12 офіційних матчах.

## Статистика виступів

### Статистика клубних виступів
Статистика станом на 5 липня 2019 року.
| Сезон                         | Команда                       | Чемпіонат                     | Чемпіонат | Чемпіонат | Національний кубок | Національний кубок | Національний кубок | Континентальні кубки | Континентальні кубки | Континентальні кубки | Інші змагання | Інші змагання | Інші змагання | Усього | Усього |
| Сезон                         | Команда                       | Ліга                          | Ігор      | Голів     | Ліга               | Ігор               | Голів              | Ліга                 | Ігор                 | Голів                | Ліга          | Ігор          | Голів         | Ігор   | Голів  |
| ----------------------------- | ----------------------------- | ----------------------------- | --------- | --------- | ------------------ | ------------------ | ------------------ | -------------------- | -------------------- | -------------------- | ------------- | ------------- | ------------- | ------ | ------ |
| серп.-вер. 2009               | «Вікомб Вондерерз»            | 1Л (ІІІ)                      | 3         | 0         | КА+КЛ              | -                  | -                  | -                    | -                    | -                    | ТФЛ           | -             | -             | 3      | 0      |
| лис. 2009–10                  | «Торкі Юнайтед»               | 2Л (IV)                       | 16        | 0         | КА+КЛ              | 2+0                | 0                  | -                    | -                    | -                    | ТФЛ           | -             | -             | 18     | 0      |
| 2010–11                       | «Борнмут»                     | 1Л (ІІІ)                      | 38        | 1         | КА+КЛ              | 2+0                | 0                  | -                    | -                    | -                    | ТФЛ           | 2             | 0             | 42     | 1      |
| 2011-січ. 2012                | «Мілтон-Кінс Донс»            | 1Л (ІІІ)                      | 17        | 2         | КА+КЛ              | 3+1                | 0                  | -                    | -                    | -                    | ТФЛ           | 1             | 0             | 22     | 2      |
| січ.-лют. 2012                | «Лідс Юнайтед»                | ЧФЛ (ІІ)                      | 3         | 0         | КА+КЛ              | -                  | -                  | -                    | -                    | -                    | -             | -             | -             | 3      | 0      |
| лют.-черв. 2012               | «Тоттенгем Готспур»           | ПЛ                            | 1         | 0         | КА+КЛ              | -                  | -                  | -                    | -                    | -                    | -             | -             | -             | 1      | 0      |
| серп.-жовт. 2012              | «Тоттенгем Готспур»           | ПЛ                            | 0         | 0         | КА+КЛ              | 0+1                | 0                  | -                    | -                    | -                    | -             | -             | -             | 1      | 0      |
| Усього за «Тоттенгем Готспур» | Усього за «Тоттенгем Готспур» | Усього за «Тоттенгем Готспур» | 1         | 0         |                    | 1                  | 0                  |                      | -                    | -                    |               | -             | -             | 2      | 0      |
| лист. 2012–13                 | «Міллволл»                    | ЧФЛ (ІІ)                      | 25        | 1         | КА+КЛ              | 3+0                | 0                  | -                    | -                    | -                    | -             | -             | -             | 28     | 1      |
| 2013-січ. 2014                | «Дербі Каунті»                | ЧФЛ (ІІ)                      | 8         | 0         | КА+КЛ              | 0+2                | 0                  | -                    | -                    | -                    | -             | -             | -             | 10     | 0      |
| січ.-черв. 2014               | «Борнмут»                     | ЧФЛ (ІІ)                      | 5         | 0         | КА+КЛ              | -                  | -                  | -                    | -                    | -                    | -             | -             | -             | 5      | 0      |
| 2014–15                       | «Борнмут»                     | ЧФЛ (ІІ)                      | 29        | 0         | КА+КЛ              | 2+5                | 0                  | -                    | -                    | -                    | -             | -             | -             | 36     | 0      |
| 2015–16                       | «Борнмут»                     | ПЛ                            | 31        | 2         | КА+КЛ              | 2+3                | 0                  | -                    | -                    | -                    | -             | -             | -             | 36     | 2      |
| 2016–17                       | «Борнмут»                     | ПЛ                            | 36        | 1         | КА+КЛ              | 0                  | 0                  | -                    | -                    | -                    | -             | -             | -             | 36     | 1      |
| 2017–18                       | «Борнмут»                     | ПЛ                            | 27        | 1         | КА+КЛ              | 0+4                | 0                  | -                    | -                    | -                    | -             | -             | -             | 31     | 1      |
| 2018–19                       | «Борнмут»                     | ПЛ                            | 25        | 1         | КА+КЛ              | 0+1                | 0                  | -                    | -                    | -                    | -             | -             | -             | 26     | 1      |
| Усього за «Борнмут»           | Усього за «Борнмут»           | Усього за «Борнмут»           | 191       | 6         |                    | 19                 | 0                  |                      | -                    | -                    |               | 2             | 0             | 212    | 6      |
| Усього за кар'єру             | Усього за кар'єру             | Усього за кар'єру             | 264       | 9         |                    | 31                 | 0                  |                      | -                    | -                    |               | 4             | 0             | 300    | 9      |